# Joseph de Guignes
Joseph de Guignes, né le 19 octobre 1721 à Pontoise et mort le 19 mars 1800 à Paris, est un orientaliste français.

## Biographie
Guignes a été placé, en 1736, par son cousin, le professeur d’université Le Vaillant, chez le célèbre Étienne Fourmont, qui lui a enseigné les langues orientales, spécialement le chinois. Doué, cet apprenant a effectué, sous la direction de cet éminent sinologue, des progrès qui l’ont rapidement mis en mesure de posséder en quelques années les divers idiomes asiatiques et de remplacer son maitre, en 1745, à la place de secrétaire interprète pour les langues orientales à la Bibliothèque royale.
Ses nombreux publications savantes sur l’Orient lui ont révélé à l’Europe savante ce qu’elle pouvait espérer de ce jeune érudit. Son Mémoire sur l’origine des Huns lui a valu de devenir successivement membre de la Royal Society le 20 février 1752, censeur royal en 1753, et attaché au Journal des sçavans, associé de l’Académie des inscriptions depuis la même année, pensionnaire en 1769, puis membre, en 1773 et en 1785, du comité de rédaction de cette société savante, pour la publication des Notices des manuscrits de cette société savante. Remarquables à une époque où aucun Européen n’avait étudié la langue sanskrite, les ouvrages nombreux qu’il a publiés sur ce sujet, ont rapidement été dévalués par les recherches orientalistes subséquentes. Néanmoins, les nombreux ouvrages qu’il a publiés sur la langue sanskrite, remarquables à une époque où aucun Européen n’avait étudié ce sujet, ont rapidement été dévalués par les recherches orientalistes subséquentes.
En 1757, les trois premiers volumes de l’Histoire des Huns ayant paru l’année précédente, il a repris la chaire de syriaque au Collège royal, devenue vacante par la mort d’Augustin-François Jault, garde des Antiques du Louvre. Profondément versé dans la connaissance du chinois, de l’arabe et des autres idiomes de l’Orient, nourri de la lecture des historiens grecs et latins, des chroniques du moyen âge, des annales des peuples septentrionaux, il a été le premier à entreprendre de concilier les récits des écrivains occidentaux et chinois, à expliquer les uns à la faveur des autres, à établir l’origine, de tracer la route suivie par les peuples barbares qui, sous les divers noms de Huns, d’Avars ou de Turcs, etc., ont amené la chute de l’Empire romain, ravageant la France, l’Italie, la Germanie et tous les pays du Nord, détruisant l’empire des Califes, avant de s’établir dans l’Europe, la Perse, la Syrie et dans une grande partie de l’Asie occidentale, et à éclaircir les événements qui lient l’histoire des Huns à celle de presque toutes les nations. L’auteur de l’Histoire des Huns a répondu à une attaque par les journalistes de Trévoux par une lettre publiée dans le Journal des savans, de 1757, et à la fin du 5e volume de cette histoire. Une réplique ayant suivi, la dispute s’est terminée par une note publiée dans le même volume, et dans laquelle l’auteur renvoie aux Annales chinoises.
À la suite de la lecture par l’abbé Barthélemy de son Mémoire sur les Lettres phéniciennes à l’Académie. Guigues ayant consulté un dictionnaire où se trouvaient dépeints les anciens caractères chinois, a trouvé une frappante conformité entre les uns et les autres, se rappelant d’autre part l’opinion émise par Pierre-Daniel  Huet sur l’origine commune des Chinois et des Égyptiens, a voulu en apprécier la vérité, et éclaircir une question qui avait été résolue, dans les deux sens contraires, sans aucun examen approfondi. Dans le Mémoire dans lequel on prouve que les Chinois sont une colonie égyptienne, il a cru établir, par des preuves matérielles, l’identité des deux caractères d’écriture et des peuples qui les employaient. Dans les alphabets orientaux, chaque lettre porte un nom, qui a une signification quelconque. Ayant cherché, dans les anciens caractères chinois, le caractère qui avait cette signification, il a cru distinguer une conformité frappante entre ce caractère et la lettre phénicienne. L’écriture alphabétique est généralement regardée comme dérivée de signes hiéroglyphiques. Les Égyptiens avaient-ils communiqué aux Chinois de semblables signes, ou ces signes étaient-ils devenus alors de véritables lettres ? Pour résoudre ce nouveau problème, ce savant a décomposé plusieurs mots de la langue chinoise et, faisant abstraction du son qui y est attaché, pour ne considérer que l’idée qu’il rend et les lettres dont il paraissait formé, il a composé, avec ces mêmes lettres, des mots qui avaient, en phénicien et en copte, la même signification qu’en chinois. Enfin prenant un mot phénicien, isolant ses diverses lettres, puis cherchant dans le dictionnaire chinois le caractère qui exprimait la signification renfermée dans le nom propre à chacune de ces lettres, il a formé de ces caractères réunis, un groupe hiéroglyphique qui présentait aux yeux et à l’esprit le sens même du mot phénicien. De ces divers résultats, il est parvenu à la conclusion que les caractères chinois n’étaient que des espèces de monogrammes, formés de trois lettres phéniciennes.
À l’aide de ce paradoxe scientifique imaginant que les caractères chinois n’étaient que des espèces de monogrammes formés de trois lettres phéniciennes, qui remettait en cause l’ancienneté de la civilisation chinoise, il s’est efforcé de prouver que les princes chinois nommés dans les annales de l’empire du Milieu n’étaient autres que des rois d’Égypte. La faiblesse de cette méthodologie destinée à prouver une origine commune aux deux peuples égyptien et chinois, cette théorie a fait, dès sa lecture à l’Académie des belles-lettres, le 14 novembre 1758, grand bruit dans le monde savant. Traduit en latin, le Mémoire de Guignes a reçu l’approbation de plusieurs académiciens, parmi lesquels l’abbé Barthélemy lui-même. Cependant, loin de faire l’unanimité, cette hypothèse philologique a été vivement attaquée par Corneille de Pauw, et surtout par le propre neveu de Fourmont, Michel-Ange-André Le Roux Deshauterayes, qui a combattu pied à pied dans une série d’observations critiques la singulière théorie de Guignes qui répliquait avec des réponses plus spécieuses que solides. Voltaire a également ridiculisé cette théorie dans sa Préface à l’Histoire de Russie.
Malgré les théories fantaisistes des « recherches » sino-égyptiennes de ses Lettres phéniciennes, cet érudit a été considéré, en son temps, comme un savant distingué plein de sagacité et doué d’une brillante imagination ; il était l’oracle de l’Académie. Il a ainsi revu et corrigé, d’après le texte chinois, la traduction par Antoine Gaubil du livre sacré des Chinois, le Chou-King, en y ajoutant des notes très utiles, ainsi qu’une notice de l’Y-King. On lui doit aussi l’édition de l’Éloge de Moukden de l’empereur Kien-Long (1770) et de l’Art militaire des Chinois (1771). Il a également publié pas moins de vingt-huit Mémoires dans les Mémoires de l’Académie des inscriptions.
Devenu garde des antiques du Louvre, en 1769, il a démissionné de sa chaire de syriaque, en 1773, ne voulant pas consentir à la réunion du Collège royal à l’université. Sans le priver d’aucune pension, dans la mesure où, malgré ses grands travaux, il n’en avait jamais sollicité, La Révolution de 1789 l’a néanmoins privé de son modique traitement de pensionnaire de l’Académie, de garde des antiques du Louvre et de rédacteur du Journal des savans. Fidèle à ses principes et au culte des lettres, il ne réclama ne voulut même accepter aucune faveur, et se consola des maux de la patrie, des privations personnelles qu’il éprouvait, en se livrant avec plus d’ardeur à ses travaux particuliers, qu’il a continué jusqu’à sa mort, laissant un fils, Chrétien-Louis-Joseph de Guignes qui, après avoir été consul à Canton, pendant dix-sept ans, a publié à son retour en France, la relation de son voyage et un Dictionnaire chinois.
Pierre-Jean Grosley lui a légué, ou à ses enfants, au cas où celui-ci mourait avant lui, la somme de 3 000 livres.

## Jugements
« La droiture et le savoir de M. de Guignes me sont bien connus, et je puis vous assurer qu’il n’a ni jalousie, ni attachement à son avis, et qu’on ne peut être plus sage et plus réservé qu’il ne l’est dans ses jugements. Ennemi de toute intrigue, incapable de toute autre ambition que celle de savant, il ne sollicita jamais aucun titre ni aucune pension. »

— L’abbé Barthélemy au comte de Saluces

## Publications
- L’Histoire des Huns, des Turcs, des Mogols et des autres Tartares occidentaux : avant et depuis Jésus-Christ jusqu’à présent, Paris, Desaint et Saillant, 1756-1758, 4 t. en 5 vol. in-4º (lire en ligne sur Gallica), t. 1 1re partie sur Gallica, t. 1 2e partie sur Gallica, t. 2 sur Gallica, t. 3 sur Gallica, t. 4 sur Gallica.
- Mémoire dans lequel on prouve que les Chinois sont une colonie égyptienne, Paris, Desaint & Saillant, 1759, 79 p., in-12 (lire en ligne).
- Réponse de M. de Guignes, aux doutes proposés par Monsieur Deshautesrayes, sur la dissertation qui a pour titre: Mémoire dans lequel on prouve que les Chinois sont une colonie égyptienne, Paris, Michel Lambert, 1759, 40 p., 18 cm (OCLC 45695415, lire en ligne).
- Le Chou-King, un des livres sacrés des Chinois : ouvrage recueilli par Confucius, traduit et enrichi de notes, par feu le P. Gaubil,... revu et corrigé sur le texte chinois... par M. de Guignes... On y a joint un discours préliminaire... sur les tems antérieurs à ceux dont parle le Chou-King (par le P. de Premare) et une notice de l'Y-King... (par Claude de Visdelou), Paris, N.-M. Tilliard, 1770, 474 p., in-4º (lire en ligne sur Gallica).
- Art militaire des Chinois : ou Recueil d'anciens traités sur la guerre , composés avant l’ère chrétienne, par différents généraux chinois... Traduit en françois, par le P. Amiot, missionnaire à Pe-king, revu & publié par M. Deguignes, Paris, Didot l’ainé, 1772, xii-397-[2] p., xii-xxi f. de pl. dont 5 dépl., in-4º (lire en ligne sur Gallica).